# Damià Jaume Guardiola
Damià Jaume Guardiola (Palma, Illes Balears, 19 d'abril de 1948) és un pintor mallorquí.
La seva primera obra s'adscriu al realisme poètic, evolucionant amb els anys a una abstracció de les formes però mantenint una estreta relació amb el model: la natura i les figures que l'envolten. Ha exposat en distints indrets de Mallorca, Madrid, Eivissa, Brussel·les, en diverses ciutats alemanyes i a Milà. Ha participat en diverses fires internacionals, tant d'Amèrica com d'Europa. L'any 2001 presentà una exposició antològica amb 50 peces al Centre Cultural Pelaires de Palma.
La construcció del seu taller va resultar d'excepcional interès en l'arquitectura contemporània, publicat a Vivienda y Sostenibilidad Vol.1, editorial Gustavo Gili, Barcelona, 2006 ISBN 978-84-252-2201-6 i a la Revista Quaderns d'Arquitectura i Urbanisme, nº 242, ps. 72-77, Barcelona, 2004.

## Biografia
Batxillerat a l'Institut Ramon Llull. Estudis a l'acadèmia de Belles Arts de Sant Sebastià de Palma. Estudis superiors a la Universitat de Belles Arts de Sant Jordi de Barcelona. Ha exercit de professor de dibuix a l'Escola de Formació Professional i a l'Escola d'Arts i Oficis de Palma.

## Obres

Pintura a l'oli.
Aquarel·la
Aquarel·la
Pintura a l'oli
Sense títol, 2025 (pintura a l'oli)
Pintura a l'oli, sense títol, 2025
Pintura, sense títol, 2024

## Exposicions Individuals
1972 Galeria 4 Gats. Palma / 1975 Sala Pelaires. Palma / 1976 Galeria Rayuela. Madrid / 1978 Sala Pelaires. Palma / 1980 Galeria Fred Lanzberg Brussel·les. One-man show, 7A / Fira d'Art Actual al Palais des Beux-Arts. Brussel·les / 1981 Galeria Bollhagen de Worpsweder. Alemanya /1982 Galeria Nickel de Nuremberg / 1983 Galeria Levy d'Hamburg. Alemanya / 1984 Museo de l'Stad Bad Hersfeld. Alemanya / 1985 Galeria Trentradue de Milán / 1986 Galeria Stemmle-Adler de Heidelberg / Galeria Levy d'Hamburg / Mostra a la Facultad de Filosofia i Lletres de Palma / 1991 Ajuntament de Sant Llorenç des Cardassar. Mallorca / 1993 Galeria Levy d'Hamburgo / Galeria Juan Gris de Madrid / 1997 Galeria Juan Gris de Madrid / 1999 Galeria Parés. Barcelona / 2001 Sala Pelaires. Mallorca / 2005 Galeria Camí del Mar. Manacor / 2006 Museu de Porrers. Mallorca / 2009 Galeria Espai d'Art. Barcelona

## Exposicions Col·lectives
1970 Biennal Eivissa. "Interpretació del Guernica". Barcelona. / 1971 Sala Joven del Ateneo de Madrid. / 1973 "Homatge a Miró", Barcelona. "Homenaje a Picasso", Marbella. / 1975 "Realistas Españoles", Galería Ponce de México. / 1977 Col·legi d'Arquitectes de Palma. / 1978 Museu d'Art Contemporani d'Elx./ 1979 "Contra el militarismo en América Latina", Mexic. / 1980 "Le Pastel", Chateau de Ancy-le-Franc. Selecció de Jean Claire. França / 1981 FIAC. Paris Galeria Fred Lanzberg. "El Dibuix", Sala Pelaires de Palma. "Realismo Contemporáneo. Pintores italianos y españoles" Galeria Bennassar. Pollença./ 1983 ARCO’83, Galeria Levy d'Hamburg. / 1984 Barbican Center de Londres amb la Galeria Levy d'Hamburg. / Fira d'Art de Basilea, Galeria Levy d'Hamburg. / 1986 ARCO’86, Galeria Metastasio, Florencia / "España como realidad", San Benedetto del Tronto, Italua / 1988 Galería Juan Gris, Madrid. "Realismo y figuración" Fundación Rodriguez-Acosta de Granada. / 1990 "CHATS", Galeria Levy, Hamburg, Paris i Madrid./ 1991 "Realismo Español. Dos generaciones", Galería Leandro Navarro. Madrid. / 1992 "Magia de lo cotidiano" Galería Juan Gris Madrid. "Jardín de vidrio", Galería Leandro Navarro, Madrid. / 1993 Galería Levy de Hamburgo. "Realidad" Real Colegio de España, Bolonya, Italia. "Realidad", Galeria d'Arte Davico / 1994 FIAC, Galeria Levy. / 1995 "Quince años de la Galería Juan Gris", Galería Juan Gris, Madrid. / Fira d'Art de Frankfurt. / 1996 "La Naturaleza", Galería Juan Gris, Madrid. / 1997 "Plural", Galería Juan Gris, Madrid. / 1998 Museo d'Arte dello Splendore Ginilianova, Italia. Col·lecció de retrats dels rectors de la UIB, Palma / 2000 "Col·lecció itinarant", La Caixa. / 2001 Galería Juan Gris de Madrid. / Col·lecció del Govern de les Illes Balears. / 2002 Col·lecció de l'Institut d'Estudis Catalans. / 2003 "Plural" Galería Juan Gris de Madrid. / 2004 "Plural" Galería Juan Gris de Madrid. / 2005 "Plural" Galería Juan Gris de Madrid.